# Glavna cesta 105
Die Glavna cesta 105 (slowenisch für Hauptstraße 105) ist eine Hauptstraße zweiter Klasse in Slowenien.

## Verlauf
Die Straße zweigt an der Anschlussstelle 27 von der Autobahn Avtocesta A2 (Europastraße 70, früherer Autoput Bratstvo i jedinstvo) ab und führt in südöstlicher Richtung durch Novo Mesto (deutsch: Rudolfswerth) und über die südlichen Ausläufer der Gorjanci durch Jugorje pri Metliki nach Metlika und von dort zum Fluss Kolpa (kroatisch: Kupa), die die Grenze zu Kroatien bildet. Auf kroatischer Seite setzt sie sich als Državna cesta D6 nach Karlovac fort.
Die Länge der Straße beträgt 32,5 km.